# Dyersville
Dyersville è una città degli Stati Uniti d'America, situata nello Stato dell'Iowa, nella Contea di Dubuque e in parte nella Contea di Delaware.